# Ямамото, Ёдзи
Ёдзи Ямамото (яп. 山本耀司 Ямамото Ё:дзи, Yohji Yamamoto), родился 3 октября 1943 года) — дизайнер одежды. Один из важнейших представителей деконструктивизма в моде.

## Биография и карьера
Ёдзи Ямамото родился в Токио. После получения диплома в Университете Кэйо в 1966 по специальности «правоведение», он поступил в колледж, где занялся изучением моды, и окончил его в 1969 году.
В 1972 году Ямамото основывает акционерную компанию Y, спустя 5 лет в 1977 году выпускает свою дебютную коллекцию в Токио. В 1984 году, после удачной Прет-о-порте коллекции в Париже основывает новую компанию, уже имени себя — Yohji Yamamoto.
В 2008 году основал Фонд (the Yohji Yamamoto Fund for Peace — YYFP), цель которого — интеграция китайской индустрии моды в японскую. Ежегодно тот или иной китайский дизайнер награждается стажировкой в Европе.
Открывая бутик в Пекине (весной 2008 года), Ямамото подчеркнул, что это не имеет отношения к политике. Тем не менее весной того же года, с разрешения властей Китая и Пекина, Ямамото стал первым дизайнером, которому позволили провести показ коллекции в стенах Запретного города.
Сотрудничал с музыкантами (Элтон Джон, группа Placebo) и кинематографистами (Такэси Китано).
В 2009 году после дефиле в рамках Парижской недели моды дизайнер объявил о банкротстве бренда Yohji Yamamoto, но заверил поклонников, что не намерен ставить точку в истории своей компании.
Ямамото создал третью комплектацию формы футбольного клуба «Реал Мадрид». «Реал» представил её 26 августа 2014 года.

## Основные коллекции
Модный дом Ёдзи Ямамото выпускает несколько линий одежды:
- Yohji Yamamoto
- Yohji Yamamoto POUR HOMME
- Yohji Yamamoto + NOIR
- Y’s
- Y’s for men
- Y-3
- Y’s for living

## Специфика работ
Ямамото выражает в своей одежде соединение японских принципов ваби-саби и западных форм, создавая модели, разительно отличающиеся от современных течений моды. Одежда от Ямамото часто закрытая, свободного покроя, — в противовес обтянуто-оголённому «канону» современной моды. Вещи дизайнера сравнивали с одеждой крестьянина, кочевника или нищего. Этому способствуют и свободный покрой, и грубые ткани без орнаментов. Излюбленный цвет Ямамото — чёрный. Бренд «Ямамото» стал широко известным как в Японии, так и за её пределами в 80-х годах XX столетия.
Ёдзи Ямамото создавал костюмы для фильма «Куклы» Такэси Китано (чем заставил режиссёра изменить характер фильма и частично сюжет) и для некоторых фильмов Акиры Куросавы.
В интервью Нью-Йорк Таймс в 1983 году Ямамото сказал о своих проектах: «Я думаю, что моя мужская одежда выглядит так же хорошо на женщинах, как и женская одежда […] Когда я начал заниматься дизайном, я хотел сделать мужскую одежду для женщин». В 2019 году он пояснил: «Когда я начал делать одежду для своей линии Y в 1977 году, все, что я хотел, это чтобы женщины носили мужскую одежду. Мне понравилась идея создания пальто для женщин. Для меня там был глубокий смысл — идея о том, чтобы пальто охраняло и скрывало женское тело. Я хотел защитить тело женщины от чего-то — возможно, от глаз мужчины или от холодного ветра».

## Хобби
Ёдзи Ямамото увлекается каратэ, является обладателем 4-го дана. Ямамото изучал каратэ у Микио Яхары, основателя каратэномити. В 2000 Ямамото выступил одним из учредителей Всемирной федерации каратэномичи и был избран её председателем. Он разработал логотип Всемирной федерации каратэномичи.

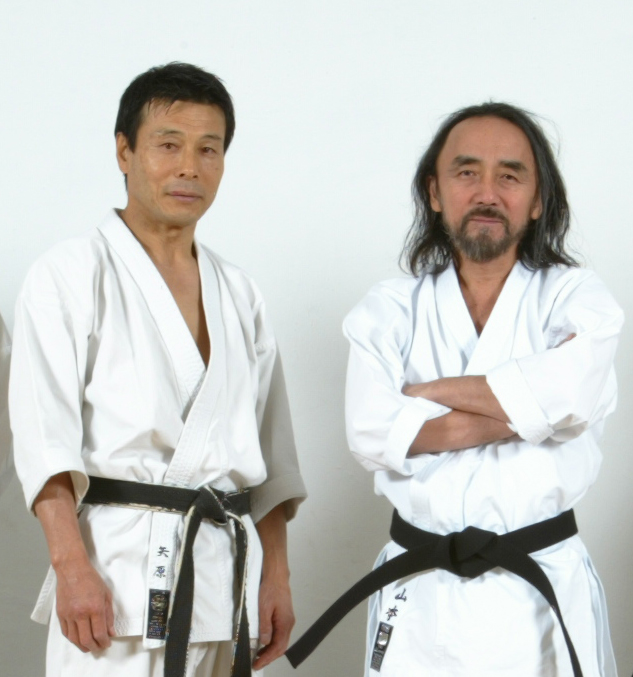
Микио Яхара (слева) и Ёдзи Ямамото (справа)